# 野村実代
野村 実代（のむら みよ 、2003年〈平成15年〉2月1日 - ）は、日本のアイドルであり、女性アイドルグループSKE48チームSのメンバー、及び派生ユニットカミングフレーバーのメンバー（リーダー）、ラブ・クレッシェンドのメンバーである。
愛知県一宮市出身。ゼスト所属。カミングフレーバーでは「MIYO」名義で活動している。

## 略歴
SKE48加入前
2015年に行われた「第2回AKB48グループ ドラフト会議」で3次審査を経て最終候補者に選出されるが、5月10日に開催された同イベントで指名漏れとなった。その後はしばらく部屋から出ることができないでいたが、指名あいさつのため家を訪れていた峯岸みなみの言葉に励まされ、再び48グループを受けようという決意を深めた。
2016年
- 10月29日、SKE48 8期生オーディションに合格[4]。
- 11月19日、愛知県芸術劇場で行われた「みんなが主役!SKE48 59人のソロコンサート～未来のセンターは誰だ?～」の1日目昼公演のアンコールで、SKE48の8期生としてお披露目される[5]。

2017年
- 1月11日、SKE48研究生 「PARTYが始まるよ」公演で劇場デビュー。
- 10月5日、SKE48劇場での「SKE48 9周年特別公演」において、正規メンバーへの昇格とチームSの所属が発表される。
- 11月29日に配信されたSHOWROOMでの配信番組内において、SKE48のグループ内ユニット「ラブ・クレッシェンド」に新メンバーとして加入する事が発表された[6]。

2019年
- 7月24日、「FRUSTRATION」のカップリング曲「せ～ので言おうぜ!」、でカミングフレーバーが結成される。

2021年
- 2月3日に発売されたSKE48の27枚目のシングル「恋落ちフラグ」で、シングル表題曲の歌唱メンバーに初選出[7][注 1]。
- 7月3日、TBSチャンネル「SKE48 ZERO POSITION」で、ファッションゼロポジで優勝する。
- 7月22日、SKE48の28thシングル「あの頃の君を見つけた」で、先述の全員選抜曲であった「恋落ちフラグ」を除くと初めてシングル表題曲の選抜に選ばれた[8]。

2022年
- 6月23日、48グループ×Ray専属モデルオーディションで、ミクチャ配信のランキングで1位になり、「Raygirl」としてRay WEBでの活動をスタート[9]。
- 11月5 - 6日、舞台「はんぶんホントのストーリー モデルドリームズ2022」で主演を務める。

2023年
- 1月9日、熱田神宮にてSKE48単独として執り行われた成人式に、新成人メンバーとして参加した[10]。
- 4月1日より、自身初のレギュラー出演となるラジオ番組「KORE-SUKI! Radio」（東海ラジオ）がスタートする。

## 人物
- 愛称は、みよまる[1]。
- キャッチフレーズは「みよー?(まるー!)みよー?(まるー!)みよー?(まるー!) SKE48のナナちゃん人形」を使用している[1]。
- メンバーカラーは赤[1]。カミングフレーバーのメンバーカラーもRed（赤）。
- 姉は、元AKB48の野村奈央。
- 少女漫画が好きで、二次元同好会に加入している。
- 将来の夢はモデルであり、SKE48や48グループ内でのモデルの仕事が多い。
- 大の猫好きであり、2020年現在、保護猫を中心に5匹の猫を飼っている。
- 犬も飼っており、トイプードルとペキニーズの2匹を飼っている。
- NMB48のファンであることを公言している。

## SKE48での参加曲

### シングル選抜楽曲
SKE48名義
- 「意外にマンゴー」に収録
  - 夢の階段を上れ! - 「研究生」名義
- 「無意識の色」に収録
  - 反射的スルー - 「ラブ・クレッシェンド」名義
- 「いきなりパンチライン」に収録
  - Parting shot - 「Team S」名義
- 「Stand by you」に収録
  - 凍える前に - 「Team S」名義
  - 神様は見捨てない
- 「FRUSTRATION」に収録
  - せ～ので言おうぜ! - 「カミングフレーバー」名義（センター）
- 「ソーユートコあるよね?」に収録
  - 君のいない世界 - 「カミングフレーバー」名義（センター）
  - 恋の根拠 - 「ハイウェイガールズ」名義
- 恋落ちフラグ
  - 音の割れたチャイム - 「カミングフレーバー」名義（青海ひな乃とのWセンター）
  - Change Your World - 「Black Pearl」名義
- あの頃の君を見つけた
- 心にFlower
  - じゃないロマンティック
- 絶対インスピレーション
- 好きになっちゃった
  - 愛してるって言われたことがない - 「Team S」名義（青海ひな乃とのWセンター）
- 愛のホログラム
  - どうでもよくない - 「Team S」名義（センター）
- 告白心拍数
  - 言えなくてタコス - 「Team S」名義（センター）
- Tick tack zack
  - Unlimited - 「Team S」名義（センター）

### アルバム選抜楽曲
SKE48名義
- 「革命の丘」に収録
  - チャイムはLOVE SONG - 「研究生」名義（井上瑠夏とのWセンター）

### 劇場公演ユニット曲
SKE48 研究生公演「PARTYが始まるよ」
- スカート、ひらり

SKE48 研究生公演「青春ガールズ」
- Blue rose
- ふしだらな夏

チームS 6th Stage 「重ねた足跡」
- コップの中の木漏れ日
- 愛しきナターシャ
- 眼差しサヨナラ（一色嶺奈のアンダー）

SKE48「青春ガールズ」公演
- Blue rose（日高優月のアンダー）
- 禁じられた2人（浅井裕華のアンダー）
- 雨の動物園（末永桜花、髙畑結希、都築里佳のアンダー）

SKE48「手をつなぎながら」公演
- 雨のピアニスト（荒井優希、井田玲音名のアンダー）

チームS 7th Stage 「愛を君に、愛を僕に」
- Fly me to the universe

チームS 8th Stage「僕の太陽」
- 愛しさのdefense

## 出演

### テレビドラマ
- 恋のえなじー〜power saving for romance〜（2023年2月7日 - 28日、テレビ愛知） - 矢ノ口はる 役[11]
- どーする?ごはん 日本編 第2話（2025年3月4日、テレビ愛知） - 恵 役[12]

### ラジオ
- KORE-SUKI! Radio（2023年4月1日 - 、東海ラジオ） - レギュラーパーソナリティ

### イベント
- 東京ガールズコレクション
  - SDGs推進 TGC しずおか 2020 by TOKYO GIRLS COLLECTION（2020年1月11日、ツインメッセ静岡）[13]
  - マイナビ 東京ガールズコレクション 2022 SPRING/SUMMER（2022年3月21日、国立代々木競技場 第一体育館）[14]
- Rakuten GirlsAward
  - 2023 SPRING/SUMMER（2023年5月4日、国立代々木競技場）[15]
  - 2024 SPRING/SUMMER（2024年5月3日、国立代々木競技場第一体育館）[16]

### 舞台
- はんぶんホントのストーリー モデルドリームズ2022（2022年11月5日 - 6日、デザインホール） - 桜井凜 役[17]

## 書籍

### 写真集
- ずぶ濡れSKE48 TeamS（2023年2月27日、扶桑社） 通常版：ISBN 978-4594620097 / Amazon.co.jp限定版：ISBN 978-4594620387 ※Amazon.co.jp限定版では表紙を担当[18]